# World Emoji Day
World Emoji Day o Dia Mundial de l'Emoji és una festa anual no oficial que té lloc el 17 de juliol, destinada a celebrar l'⁣emoji⁣; en els anys des de la primera celebració, s'ha convertit en una data popular per fer productes o altres anuncis i llançaments relacionats amb emoji.

## Orígens
La data originalment es referia al dia que Apple va estrenar la seva aplicació de calendari iCal l'any 2002. El dia, 17 de juliol, es va mostrar a la versió Apple Color Emoji de l'emoji del calendari (📅) com un ou de Pasqua.
El Dia Mundial de l'Emoji és "una creació de Jeremy Burge" segons CNBC que va declarar que el fundador d'⁣Emojipedia el va crear el 2014.
El New York Times va informar que Burge va crear-lo el 17 de juliol "basant-se en la manera com es mostra l'emoji del calendari als iPhones". Per al primer Dia Mundial de l'Emoji, Burge va dir a The Independent que "no hi havia plans formals establerts" a part de triar la data. El Washington Post va suggerir el 2018 que els lectors utilitzessin aquest dia per "comunicar-se només amb emoji".
NBC va informar que el 17 de juliol del 2015 el dia va ser l'element més popular de Twitter.
El 2016, Google va canviar l'aparença del caràcter Unicode del calendari per mostrar marcat el 17 de juliol als productes d'Android, Gmail, Hangouts, i Chrome OS. També el 2020 la majoria de plataformes excepte Microsoft canviaren l'emoji del calendari per marcar el 17 de juliol, i així afirmar aquest dia com el World Emoji Day.

## Anuncis
Des del 2017, Apple ha utilitzat cada Dia Mundial dels Emojis per anunciar les properes ampliacions de la gamma d'emojis a iOS.
El Dia Mundial de l'Emoji de 2015, Pepsi va llançar PepsiMoji que incloïa un teclat emoji i llaunes i ampolles personalitzades de Pepsi del Dia Mundial de l'Emoji. Aquests es van llançar inicialment al Canadà i es van expandir a 100 mercats el 2016.
El 2016, Sony Pictures Animation va utilitzar el Dia Mundial de l'Emoji per anunciar a TJ Miller com a primer membre del repartiment de The Emoji Movie, Google va llançar "una sèrie de nous emojis que inclouen més dones de diversos orígens", i Emojipedia va llançar els primers World Emoji Awards. Altres anuncis del Dia Mundial de l'Emoji el 2016 van venir de Disney, General Electric, Twitter i Coca-Cola.
La Royal Opera House de Londres va presentar 20 òperes i ballets en forma d'emoji, Google va anunciar el final del seu emoji blob i els guanyadors dels World Emoji Awards es van anunciar des de la sala comercial de La Borsa de Nova York i la retransmissió es va fer al canal de televisió Cheddar.
El 2018, Kim Kardashian va llançar la seva línia de fragàncies Kimoji el Dia Mundial de l'Emoji, Apple va mostrar nous dissenys d'emojis, inclosos els pèl-rojos i va substituir les fotos executives de la seva pàgina de lideratge corporatiu per emojis, Google va anunciar el retorn dels "emojis blob" en forma d'⁣adhesiu, i Facebook va anunciar que "700 milions d'emojis s'utilitzen cada dia a les publicacions de Facebook".
El Dia Mundial de l'Emoji de 2019 es va anunciar el premi a l'Emoji nou més popular com a Cara somrient amb cors. El 2020 el nou Emoji més popular es va anunciar com a Cor blanc al The Morning Show d'Austràlia.
Microsoft va utilitzar el Dia Mundial de l'Emoji el 2021 per previsualitzar una revisió del conjunt d'emojis de Windows mitjançant el sistema de disseny fluid per primera vegada. Facebook va fer servir el Dia Mundial de l'Emoji 2021 per anunciar Soundmojis, Google va presentar una solució per a actualitzacions d'emojis més ràpides a Android, i Emojipedia va revelar imatges de mostra per a l'últim esborrany d'emojis.

## Esdeveniments
Maggie Gyllenhaal, Andrew Rannells i Olivia Palermo van assistir a l'esdeveniment de la catifa vermella del Pepsi World Emoji Day el 2016. El 2017, Paula Abdul, Maya Rudolph, Liam Aiken, Jeremy Burge i Fern Mallis a la catifa vermella de Saks Fifth Avenue el Dia Mundial de l'Emoji.
L'⁣Empire State Building es va il·luminar en "groc emoji" per al Dia Mundial de l'Emoji el 2017, i la Campana de tancament de la Borsa de Nova York va ser tocada per Jake T. Austin de The Emoji Movie i Jeremy Burge d'Emojipedia. Es va intentar un rècord mundial Guinness a Dubai el Dia Mundial de l'Emoji el 2017 per a la "reunió més gran de persones vestides d'emojis".
Musical Emojiland es va estrenar fora de Broadway a la ciutat de Nova York al The Acorn Theatre el Dia Mundial de l'Emoji 2018 com a part del Festival Musical de Nova York.
El 2019, la Biblioteca Britànica va acollir un esdeveniment en el Dia Mundial de l'Emoji amb el president d'⁣Unicode, Mark Davis, i el fundador d'Emojipedia, Jeremy Burge, parlant del futur dels emoji i el Museu Nacional del Cinema de Torí va llançar l'exposició #FacceEmozioni 1500–2020: de la fisonomia a Emojis també el 17 de juliol.

## A les notícies
El 2016, Twitter va assenyalar que la ministra d'Afers Exteriors "amant dels emoji" d'Austràlia, Julie Bishop va compartir el seu aniversari amb el Dia Mundial de l'Emoji.
El 2017, el president de la Cambra dels Estats Units, Paul Ryan, va publicar un vídeo al Dia Mundial de l'Emoji afirmant que "es torna boig amb els emojis" que va ser molt criticat.
L'any 2018, Adweek va informar que les publicacions amb emojis a les xarxes socials del Departament de Defensa, Exèrcit i Marina dels Estats Units semblaven "una opció estranya per a les alegries" del Dia Mundial de l'Emoji, mentre que altres afirmaren que eren "una sèrie de blanquejats, aparentment no hi ha cap piulada plena d'emojis aleatoris" i "la més terrible bastardització d'un emoji".
El 2021, Tourism New Zealand va utilitzar el Dia Mundial de l'Emoji per promoure el concepte d'emoji del kiwi.